# Adriano Gerlin da Silva
Adriano Gerlin da Silva (sinh ngày 20 tháng 9 năm 1974) là một cầu thủ bóng đá người Brasil.

## Sự nghiệp câu lạc bộ
Adriano Gerlin da Silva đã từng chơi cho Urawa Reds.

## Thống kê câu lạc bộ

### J.League
| Đội        | Năm       | J.League | J.League | J.League Cup | J.League Cup | Tổng cộng | Tổng cộng |
| Đội        | Năm       | Trận     | Bàn      | Trận         | Bàn          | Trận      | Bàn       |
| ---------- | --------- | -------- | -------- | ------------ | ------------ | --------- | --------- |
| Urawa Reds | 2001      | 22       | 6        | 4            | 1            | 26        | 7         |
| Tổng cộng  | Tổng cộng | 22       | 6        | 4            | 1            | 26        | 7         |